# Heinz Gumin
Heinz Gumin (* 19. August 1928 in Dortmund; † 24. November 2008) war ein deutscher Mathematiker und Informatiker.

## Leben
Nach seiner Promotion an der Westfälischen Wilhelms-Universität in Münster 1954 über Verbände mit topologischen Strukturen kam er 1955 als Entwicklungsingenieur für Datenverarbeitung zur Siemens & Halske AG in München. Für den ersten serienmäßig gefertigten Digitalrechner von Siemens wurde ihm die Leitung der Grundsoftware-Entwicklung übertragen. 1966 übernahm er die Leitung der Werksabteilung Datenverarbeitung im Münchener Wernerwerk für Telefon- und Signaltechnik. 1968 wurde er zum generalbevollmächtigten Direktor ernannt und gehörte von 1969 bis zu seinem Ruhestand 1989 dem Vorstand der Siemens AG an. Dort leitete er zunächst den Unternehmensbereich Datentechnik, später den Bereich Fernschreib- und Signaltechnik und den Bereich Kommunikationstechnik. Zuletzt stand er der Zentralstelle Führungskreis vor.
1964 wurde er als Honorarprofessor an die Fakultät für Informatik der Technischen Hochschule München berufen und war ab 1989 deren Ehrensenator. Zudem wirkte er in den Kuratorien verschiedener Institute der Max-Planck-Gesellschaft mit.
Von 1975 bis 1989 war er Vizepräsident der Industrie- und Handelskammer für München und Oberbayern und wurde bei seinem Abschied aus diesem Amt zum Ehrenmitglied der IHK-Vollversammlung ernannt. Von 1984 an war er Vorsitzender des Vorstandes der Carl Friedrich von Siemens Stiftung.

## Ehrungen
Seit 2010 wird alle drei Jahre von der Carl Friedrich von Siemens Stiftung der mit derzeit 50.000 € dotierte  Heinz Gumin Preis vergeben.

## Publikationen
- als Hrsg. mit Heinrich Meier: Einführung in den Konstruktivismus (= Veröffentlichungen der Carl Friedrich von Siemens Stiftung. Band 5). Piper, München 1992.
- in: Peter Frieß, Andreas Fickers (Hrsg.): Konrad Zuse und Heinz Gumin sprechen über die Geschichte der Zuse KG und über wirtschaftliche Fragen der frühen Computerentwicklung in Deutschland (= TechnikDialog. Heft 20). Deutsches Museum / Lemmens, Bonn 2000, ISBN 3-932306-32-5.

## Auszeichnungen
- Bundesverdienstkreuz (I. Klasse)
- Ehrenmedaille der Industrie- und Handelskammer für München und Oberbayern
- Heisenberg-Medaille der Alexander von Humboldt-Stiftung
- 2005: Konrad-Zuse-Plakette der Stadt Hoyerswerda
- Medaille „Bene Merenti“ in Silber der Bayerischen Akademie der Wissenschaften